# Villa Göth
Villa Göth es una casa situada en el barrio de Kåbo de la ciudad de Uppsala, en Suecia. Fue terminada en 1950 y está catalogada como de especial interés arquitectónico en Suecia (byggnadsminne). Fue diseñada por los arquitectos Bengt Edman y Lennart Holm para Elis Göth, el entonces director de la empresa Pharmacia. El edificio tiene importancia en la historia de la arquitectura internacional como la fuente creída del término brutalismo.
Villa Göth, que tiene dos plantas y un sótano, está construida en ladrillo oscuro. Las ventanas son lisas pero forman filas parciales en la fachada. Las vigas en I visibles sobre las secciones de las ventanas en la parte delantera y trasera del edificio son un ejemplo de cómo la elección de materiales se muestra abiertamente en la casa. El techo es un techo plano a dos aguas. En el interior, la planta es abierta y los materiales se hacen visibles de manera consistente y sencilla. En los techos, es visible el patrón machihembrado de las tablas utilizadas para construir los encofrados del hormigón vertido. Varias paredes interiores son del mismo ladrillo oscuro que el exterior. Los baños del primer piso están hechos de hormigón en bruto (béton brut) en forma del famoso jarrón Aalto de Alvar Aalto. En el centro de la casa se encuentra la escalera abierta que conecta los pisos.

## Villa Göth y el brutalismo

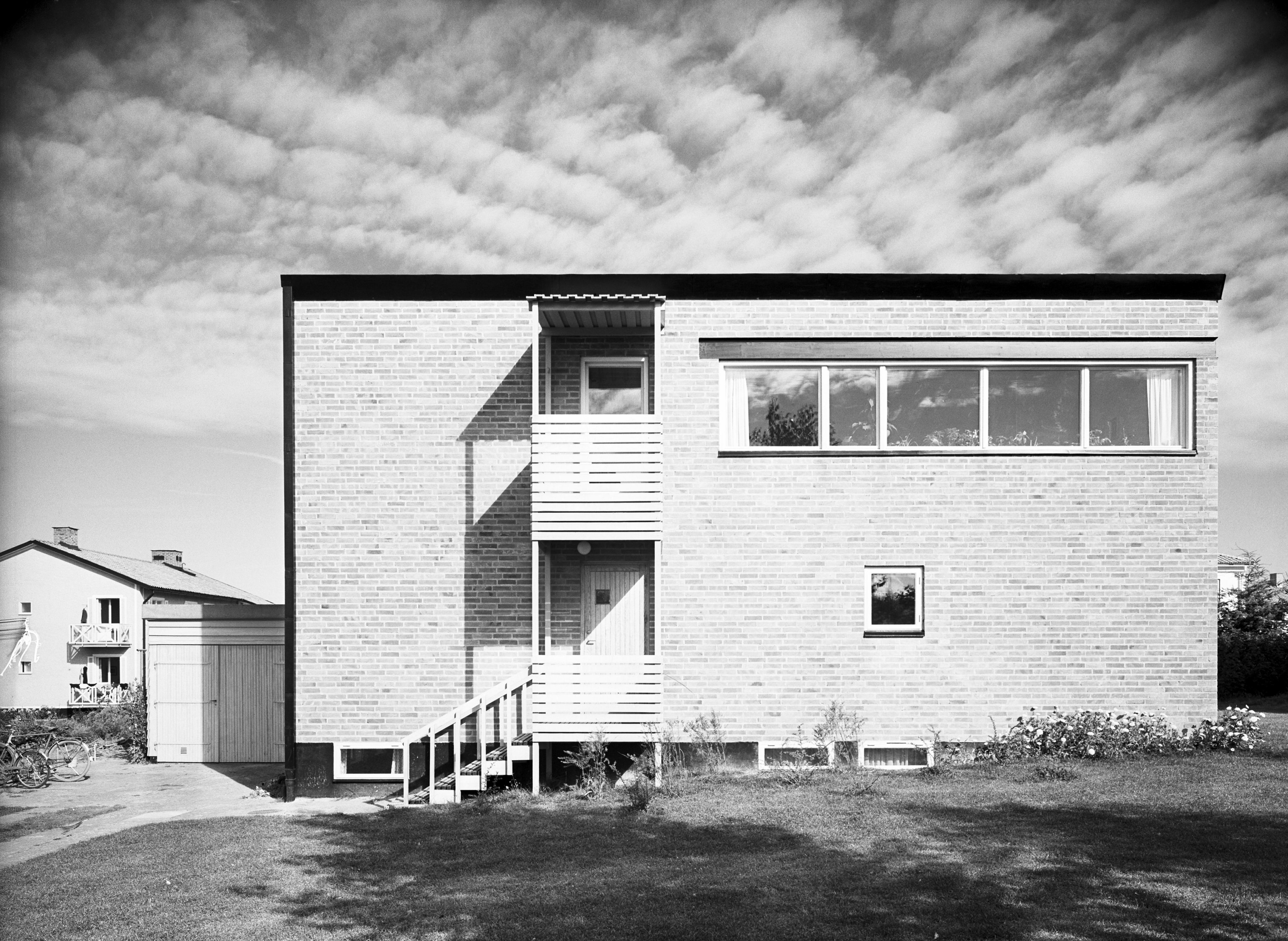
Villa Goth en 1952.

El término brutalismo se hizo popular cuando el crítico de arquitectura británico Reyner Banham lo utilizó en 1966 The New Brutalism: Ethic or Aesthetic? para caracterizar un nuevo grupo de tendencias arquitectónicas, específicamente en Europa. Se cree que tiene su origen en la expresión "nybrutalism" (nuevo brutalismo) acuñada en 1950 por el arquitecto sueco Hans Asplund en un comentario gracioso a propósito de Villa Göth. La expresión fue difundida por colegas británicos que visitaron Suecia y adoptada por arquitectos más jóvenes en Reino Unido. En una carta de Hans Asplund al editor de Architectural Review, publicada en agosto de 1956, Asplund describe cómo utilizó por primera vez el término. La carta se reproduce en New Brutalism de Reyner Banham.
El nuevo brutalismo no es solo un estilo arquitectónico; también es un acercamiento a la arquitectura, un esfuerzo por crear edificios simples, honestos y funcionales, por ejemplo, no permitiéndoles crear asociaciones o emociones. Estilísticamente, se dice que el brutalismo, con su estricto lenguaje de diseño modernista, es una reacción a la arquitectura de la década de 1940, gran parte de la cual se caracterizó por una nostalgia retrospectiva.
El brutalismo es una expresión que se usa a menudo de manera despectiva para denotar la gran escala, la insensibilidad y el uso de materias primas. Villa Göth puede causar una impresión severa y distante, pero al mismo tiempo es un edificio simple y cuidadosamente preparado con grandes cualidades arquitectónicas. Esta casa bien conservada y culturalmente interesante fue catalogada como históricamente significativa por la junta administrativa del condado de Uppsala el 3 de marzo de 1995.